# Palazzo dell'Università (Catania)
Il palazzo dell'Università di Catania è ubicato nella piazza omonima lungo la via Etnea. È sede del Rettorato dell'Ateneo civico.

## Il palazzo
Come la quasi totalità degli edifici di Catania, il palazzo dell'Università fu costruito dopo il disastroso Terremoto del Val di Noto del 1693. Alla sua costruzione concorsero diversi architetti fra i quali Francesco e Antonino Battaglia, e Giovanni Battista Vaccarini. Successivamente, a seguito del sisma del 1818 si rese necessario un ulteriore restauro che fu affidato all'architetto Antonino Battaglia. Questi modificò i prospetti laterali apponendo alle murature esistenti una controfacciata, adottando la stessa strategia adoperata dal padre, Francesco Battaglia, che foderò con un contromuro la facciata principale, lesionata dopo il terremoto del 1785. Ulteriori e significative riforme del piano terra, con modifiche degli accessi sulla strada, furono progettati dal prof. ing. Mario Di Stefano nel 1879. 
L'edificio copre un intero isolato, come il vicino Palazzo degli Elefanti, con un cortile interno a forma di chiostro con porte originariamente aperte su tutti i quattro lati del palazzo.
Il palazzo possiede una splendida Aula magna affrescata da Giovanni Battista Piparo. Sulla parete che fa da sfondo al "podio accademico", è appeso un arazzo con lo stemma della dinastia di Aragona. Alla fine dell'Ottocento esisteva una pinacoteca notevole di 91 ritratti di uomini illustri della città, oggi parte della "Collezione storico-artistica" del Sistema Museale di Ateneo (SiMuA). La Biblioteca dell'Università conserva dei preziosi codici, incunaboli, manoscritti e lettere autografe oltre a 200.000 volumi.

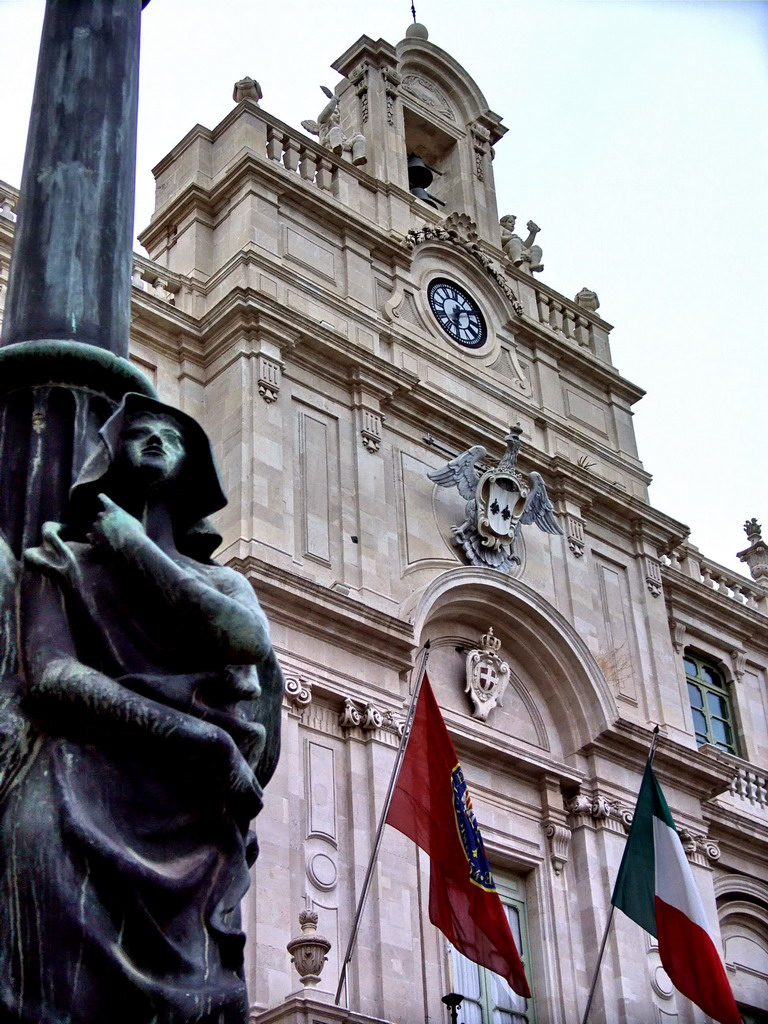
Particolare della facciata del Palazzo dell'Università

## La storia
L'Università di Catania fu fondata il 19 ottobre del 1434 da Alfonso il Magnanimo. La bolla pontificia di Eugenio IV che ne autorizzò la costituzione fu emanata il 18 aprile 1444. I corsi iniziarono il 19 ottobre 1445, con sei docenti e vennero inizialmente tenuti in una costruzione che sorgeva in piazza Duomo a fianco della Cattedrale di Sant'Agata, nei pressi dell'attuale Palazzo del Seminario dei Chierici.
Nel 1684, l'Università fu trasferita negli allora locali dell'ospedale San Marco nella zona Fiera. L'Università ebbe lì sede fino al terremoto del 1693 che distrusse, con la gran parte degli edifici catanesi, anche quello che ospitava l'Università.
Nel 1696, iniziarono i lavori per la costruzione del nuovo Palazzo dell'Università, che è rimasto la sede dell'Università di Catania sino a oggi.